# Benjamin Palumbus
Benjamin Samuelis Palumbus, född 1634 i Östra Husby församling, Östergötland, död 1678 i Söderköping, var en svensk ämbetsman.

## Biografi
Benjamin Palumbus föddes 1634 i Östra Husby församling och döptes 26 april samma år. Han var son till kyrkoherden Samuel Palumbus och Anna Jonsdotter. Palumbus blev 1650 student vid Uppsala universitet och arbetade senare som stadssekreterare i Lunds stad. Han blev senare häradshövding och borgmästare i Lunds stad. Palumbus avled 1678 i Söderköping och begravdes där i augusti månad.